# Jonathan Richman

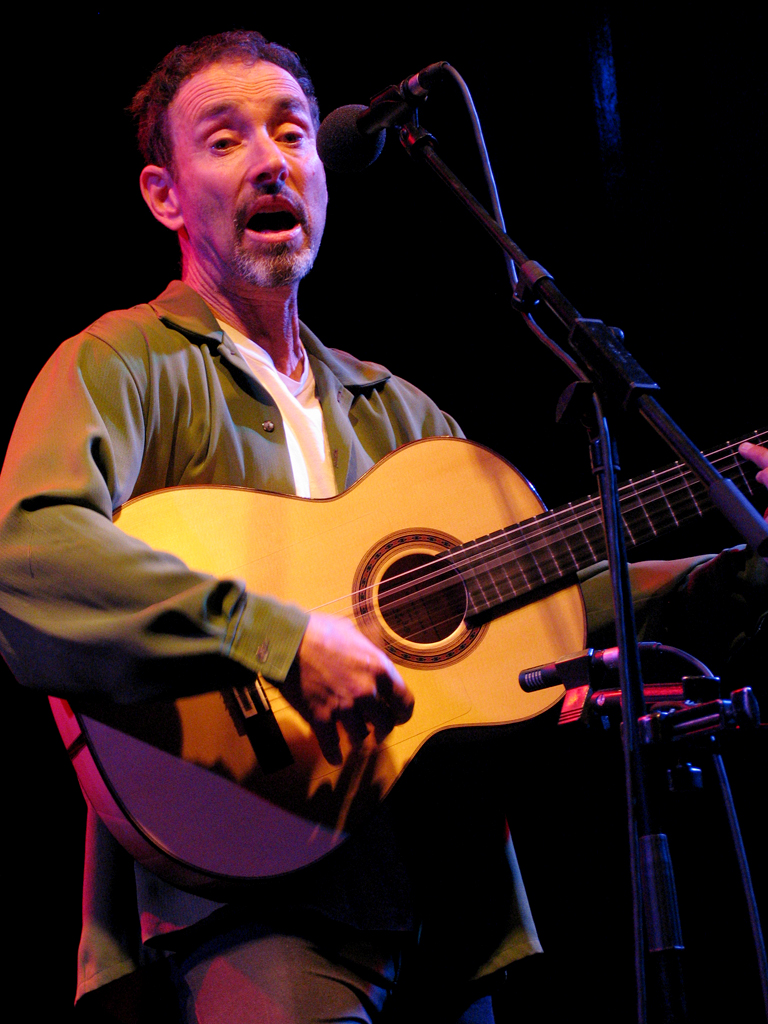
Jonathan Richman in 2009

Jonathan Richman (Boston, Massachusetts, 16 mei 1951) is een Amerikaanse muzikant, die grote invloed uitoefende op muziekstromingen als punk en indierock.

## Carrière
Richman groeide op in een gegoede joodse familie in een buitenwijk van Boston. Als tiener was hij vrij eenzaam en zocht zijn toevlucht in popmuziek. In tegenstelling tot de meeste van zijn leeftijdgenoten hield hij niet van de psychedelische popmuziek van de latere jaren zestig. Richman hield meer van rock-'n-roll uit de jaren vijftig. De enige band die hem beviel was The Velvet Underground.
Een bezoek aan die band in New York overtuigt Richman dat hij een eigen band moet beginnen. Dat wordt de protopunkband The Modern Lovers. Naast Richman (zang/gitaar) bestaat de band uit Jerry Harrison (gitaar), Ernie Brooks (bas) en David Robinson (drums). De band trekt de aandacht van producer John Cale en met hem nemen The Modern Lovers een demo op. Het geluid van de band wijkt af van wat de norm is in 1970. De songs zijn kort en snel en combineren de harde gitaren van de Velvets met catchy popmelodieën. Richmans stem is aarzelend en nasaal en niet de stem van de doorsnee stoere rockfrontman uit de jaren zeventig. Richman ziet eruit als een nerd. Hij bevestigt zijn antiheldstatus in songs als 'I'm straight' waarin hij zingt: "I, I stay alone / In health food, at home".
Problemen met de platenmaatschappij zorgen ervoor dat de opnamen niet in 1972 worden uitgebracht. De opnamen blijven op de plank liggen en zien pas in 1976 onder de titel 'The Modern Lovers' het daglicht. De timing lijkt beter, want in New York combineren groepen als The Ramones en Blondie ook harde gitaren met catchy refreinen. Richman wil alleen een andere koers varen met minder harde gitaren. Het tweede en derde album van The Modern Lovers zijn rustiger. In de teksten van nummers als 'Hey there little insect' en 'I'm a little aeroplane' benadrukt Richman zijn naïeve en nerdy, soms zelfs kinderlijke kant. Het levert Richman succes op. Met het instrumentale reggae-achtige 'Egyptian Reggae' scoort hij een wereldwijde hit. Ondanks het succes heft Richman in 1978 The Modern Lovers op en gaat hij solo. Jerry Harrison vertrekt naar de Talking Heads en David Robinson duikt later op in The Cars.
Ook solo trekt Richman zich niets aan van trends in de popmuziek en maakt hij onder meer een country en een Spaanstalige cd. In de jaren tachtig en negentig groeit de populariteit van Jonathan Richman wanneer hij door een aantal populaire artiesten als belangrijke inspiratiebron wordt genoemd. Onder hen Talking Heads, Pixies (zanger Frank Black schrijft een ode aan Richman: 'The man who was too loud'), Violent Femmes, Weezer en Nerf Herder.
Jonathan Richman brengt nog steeds met enige regelmaat cd's uit en treedt nog altijd op.

## Discografie

### The Modern Lovers
- The Modern Lovers (1976)
- Rock 'n' Roll With The Modern Lovers (1977)
- The Original Modern Lovers (1981)
- Live At The Longbranch Saloon (1992)
- Precise Modern Lovers Order (1994)
- Live At The Longbranch And More (1998)

### Jonathan Richman and The Modern Lovers
- Jonathan Richman & The Modern Lovers (1977)
- Modern Lovers 'Live' (1977)
- Back In Your Life (1979)
- Jonathan Sings! (1983)
- Rockin' And Romance (1985)
- It's Time For (1986)
- Modern Lovers 88 (1988)

### Jonathan Richman
- Jonathan Richman (1989)
- Jonathan Goes Country (1990)
- Having A Party With Jonathan Richman (1991)
- I, Jonathan (1992)
- ¡Jonathan, Te Vas A Emocionar! (1994)
- You Must Ask the Heart (1995)
- Surrender To Jonathan (1996)
- I'm So Confused (1998)
- Her Mystery Not of High Heels and Eye Shadow (2001)
- Not So Much To Be Loved As To Love (2004)
- Revolution Summer Soundtrack (2007)
- Because Her Beauty is Raw and Wild (2008)
- O Moon, Queen of Night on Earth (2010)
- Ishkode! Ishkode! (2016)
- SA (2018)
- Want To Visit My Inner House? (2022)
- Only Frozen Sky Anyway (2025)

### Singles (met eventuele hitnoteringen)
| Single met eventuele hitnotering(en) in de Nederlandse Top 40 | Datum van verschijnen | Datum van binnenkomst | Hoogste positie | Aantal weken | Opmerkingen           |
| ------------------------------------------------------------- | --------------------- | --------------------- | --------------- | ------------ | --------------------- |
| Egyptian Reggae                                               |                       | 24-12-1977            | 2               | 10           | met The Modern Lovers |

| Single met hitnotering(en) in de Vlaamse Ultratop 50 | Datum van verschijnen | Datum van binnenkomst | Hoogste positie | Aantal weken | Opmerkingen                                         |
| ---------------------------------------------------- | --------------------- | --------------------- | --------------- | ------------ | --------------------------------------------------- |
| Road Runner                                          | 22-08-1975            | 26-11-1977            | 26              | 1            | met The Modern Lovers / Nr. 23 in de Radio 2 Top 30 |
| Egyptian Reggae                                      | 23-09-1977            | 24-12-1977            | 2(2wk)          | 12           | met The Modern Lovers / Nr. 2 in de Radio 2 Top 30  |

| Nummer met noteringen in de NPO Radio 2 Top 2000 | '99  | '00  | '01  | '02-'03 | '04  |
| ------------------------------------------------ | ---- | ---- | ---- | ------- | ---- |
| Egyptian Reggae (met The Modern Lovers)          | 1686 | 1432 | 1927 | -       | 1972 |

1. ↑  Een '-' betekent dat het nummer niet was genoteerd en een vetgedrukt getal geeft de hoogste notering aan.
2. ↑  Deze tabel is bijgewerkt tot en met de meest recente editie (2024).

- Bibsys: 44059
- Bibliothèque nationale de France: cb13957291j (data)
- Gemeinsame Normdatei: 123189314
- International Standard Name Identifier: 0000 0000 8050 0558
- Library of Congress Control Number: n93019544
- MusicBrainz: bae34b81-9abd-416e-a720-fedc359df775
- Nationale Bibliotheek van Tsjechië: pna2012686429
- Nederlandse Thesaurus van Auteursnamen: 074262998
- SNAC: w6c84zgc
- Système universitaire de documentation: 14559520X
- Virtual International Authority File: 1534361
- WorldCat: E39PBJpPxHGVxGcfmYMpCgjpyd